# Pohîbleak, Lîseanka
Pohîbleak (în ucraineană Погибляк) este o comună în raionul Lîseanka, regiunea Cerkasî, Ucraina, formată numai din satul de reședință.

## Demografie
Componența lingvistică a comunei Pohîbleak
     Ucraineană (99,59%)
     Alte limbi (0,41%)
Conform recensământului din 2001, majoritatea populației comunei Pohîbleak era vorbitoare de ucraineană (99,59%), existând în minoritate și vorbitori de alte limbi.